# Fan Zeng
Fan Zeng (caratteri cinesi: 范曾, e pinyin: fàn zēng; Nantong, 5 luglio 1938) è un pittore, poeta e scrittore cinese.

## Biografia
Nato a Nantong nel 1938, nella provincia di Jiangsu, in Cina, il Maestro Fan Zeng è il più alto esponente della variante classica sui temi tradizionali dell'arte cinese e ha contribuito allo sviluppo della pittura cinese, discendente da un'antica dinastia (i Song) di letterati e poeti, nel corso degli ultimi cinque secoli.
Fan Zeng, rinomato pittore, esperto calligrafo, poeta, nonché studioso di letteratura, storia e filosofia, è professore all'Università di Pechino e direttore del Dipartimento della Pittura Cinese, Professore Emerito presso l'Università di Nankai, gli è stata conferita la 'laurea honoris causa' dall'Università di Glasgow e quella di Alberta, consulente per l'UNESCO per le diversità culturali, ed inoltre Ph. D e Tutor dell'Accademia d'Arte Cinese. 
La Biblioteca Nazionale della Cina possiede la raccolta dei suoi 125 scritti.
Collezioni dei suoi opere sono conservate a Pechino nella Città Proibita, nel Museo Nazionale della Cina, nel Museo Cinese di Arte Moderna, nel Museo Guimet e al Museo Rodin di Parigi. 
Nel 1984 la città di Okayama, in Giappone, ha fondato in suo nome la Galleria d'Arte "Fan Zeng". 
Dal 30 giugno al 27 settembre 2015, presso il Complesso del Vittoriano, a Roma, è stata ospitata la sua mostra La Sinfonia delle Civiltà, curata da Louis Godart, Consigliere per la Conservazione del Patrimonio Artistico del Presidente della Repubblica Italiana, che ripercorre la mutua comprensione cino-italiana nel corso del tempo, nell'ambito del 45º anniversario dell'avvio delle relazioni diplomatiche tra la Repubblica Popolare Cinese e l'Italia.

## Scritti
- Wo guo nong min fan Kong dou zheng shi hua, Tianjin shi Baodi xian Xiaojin zhuang da dui li lun xiao zu, Beijing, Ren min chu ban she, 1974
- Poésie, calligraphie, peinture, Paris, UNESCO, 2009

## Mostre personali
- Zhang Ting & Fan Zeng mostra di pittura e calligrafia (Hong Kong, Cina, 1980);
- Inaugurazione della Galleria Fan Zeng (Okayama City, Giappone, 1984);
- Exhibition of Paintings by Fan Zeng, (Colonia, Germania federale, 1987);
- Convention and Exhibition Centre (Hong Kong, Cina, 1998);
- Museo della Città Proibita (Pechino, Cina, 2007);
- Sala dell'UNESCO (Parigi, Francia, 2009);
- Splendeur d'encres - Fan Zeng 2012(Centro Culturale della Cina a Parigi, Francia, 2012);
- La sinfonia delle civiltà (Complesso del Vittoriano, Roma, Italia, 2015)

## Premi
- Memorable Prize Cup of China-Japan Cultural Exchange Contribution, (1982);
- Memorable Cup for the Foundation of the Art Gallery of Fan Zeng, (1984);
- Cup and Medal, China-Japan Cultural Exchange, (1987).